# Напад берберських піратів на Ісландію
Напад берберських піратів на Ісландію (в Ісландії більш відомий як турецькі викрадення ісл. Tyrkjaránið), — серія піратських рейдів, здійснених 4-19 липня 1627 року. Нападу піддалася як східна частина Ісландії, так і південні острови Вестманнаяр.

## Рейди
Сотні ісландців були викрадені піратами для продажу в рабство. Тих, хто чинив опір, жорстоко вбивали. Через те, що старі або хворі раби не мали цінності в державах Берберського узбережжя, старих замикали в церкві і підпалювали. Священик Олаф Егілссон, один з небагатьох серед тих, хто зуміли повернутися з полону — пізніше описав ці події в своїй книзі.
Турків серед нападників було небагато, більшість піратів складали араби, чималу частину — голландці та інші європейці. Сам ватажок рейду — Мурат Реїс-молодший — теж був за походженням голландцем. Берберськими або турецькими піратів називали тому, що більшість берберського узбережжя північної Африки (від Алжир, Туніс та Лівія) входило до складу Османської імперії.